# Amt Lichtenberg (Hessen)
Das Amt Lichtenberg war bis 1821 nacheinander ein Amt der Grafschaft Katzenelnbogen, der Landgrafschaft Hessen, der Landgrafschaft Hessen-Darmstadt und ab 1806 des Großherzogtums Hessen. Der Sitz des Amtes im vorderen Odenwald war die Burg und das spätere Schloss Lichtenberg.

## Bestandteile
Neben dem Amt Lichtenberg gab es die Kellerei Lichtenberg, die grundherrschaftliche Güter verwaltete. Ihr stand der Keller und später der Rentmeister vor. Amt und Kellerei verschmolzen im Laufe der Zeit funktional, so dass in späterer Zeit nur noch vom Amt Lichtenberg gesprochen wurde.
| 1430 Kellerei Lichtenberg | 1440 Amt Lichtenberg | 1803 Amt Lichtenberg | Nach Ausgliederung des Amtes Reinheim 1820 verblieben | Anmerkung                                       |
| ------------------------- | -------------------- | -------------------- | ----------------------------------------------------- | ----------------------------------------------- |
|                           |                      | Allertshofen         | Allertshofen                                          |                                                 |
|                           |                      | Asbach               | Asbach                                                | 1722 von den Herren von Wallbrunn erworben      |
|                           | Beedenkirchen        |                      |                                                       |                                                 |
|                           |                      | Bierbach             | Bierbach                                              |                                                 |
| Billings                  |                      | Billings             | Billings                                              |                                                 |
| Brandau                   | Brandau              | Brandau              | Brandau                                               |                                                 |
| Brensbach                 | Brensbach            |                      |                                                       |                                                 |
|                           |                      | Dilshofen            |                                                       |                                                 |
|                           |                      | Ernsthofen           | Ernsthofen                                            |                                                 |
|                           |                      | Frankenhausen        | Frankenhausen                                         |                                                 |
|                           | Groß-Bieberau        | Groß-Bieberau        | Groß-Bieberau                                         |                                                 |
|                           |                      | Gundernhausen        |                                                       | 1820 ins Amt Reinheim                           |
|                           |                      | Hahn                 |                                                       | 1820 ins Amt Reinheim                           |
|                           | Hainchen             |                      |                                                       | Keine Zuordnung bekannt. Wüstung?               |
| Hausen                    | Hausen               | Niedernhausen        | Niedernhausen                                         | Die heutigen Orte Obernhausen und Niedernhausen |
|                           |                      | Herchenrode          | Herchenrode                                           |                                                 |
|                           |                      | Hippelsbach          | Hippelsbach                                           |                                                 |
|                           |                      | Hoxhohl              | Hoxhohl                                               |                                                 |
| Kainsbach                 | Kainsbach            |                      |                                                       |                                                 |
|                           |                      | Kirnbach             |                                                       | Keine Zuordnung bekannt.                        |
|                           |                      | Klein-Bieberau       | Klein-Bieberau                                        |                                                 |
|                           | Lichtenberg          | Lichtenberg          | Lichtenberg                                           |                                                 |
|                           |                      | Lützelbach           | Lützelbach                                            |                                                 |
| Malchen                   |                      |                      |                                                       |                                                 |
| Messbach                  |                      | Messbach             | Messbach                                              |                                                 |
|                           |                      | Neunkirchen          |                                                       |                                                 |
| Neutsch                   | Neutsch              | Neutsch              | Neutsch                                               |                                                 |
|                           | Niedermodau          | Nieder-Modau         | Nieder-Modau                                          |                                                 |
| Nonrod                    |                      | Nonrod               | Nonrod                                                |                                                 |
|                           |                      | Obernhausen          |                                                       | 1820 ins Amt Reinheim                           |
|                           | Ober-Ramstadt        | Ober-Ramstadt        |                                                       | 1820 ins Amt Reinheim                           |
|                           |                      | Reinheim             |                                                       | 1820 ins Amt Reinheim                           |
|                           |                      | Rodau                | Rodau                                                 |                                                 |
|                           | Rohrbach             |                      |                                                       | 1820 ins Amt Reinheim                           |
|                           | Roßdorf              | Roßdorf              |                                                       | 1820 ins Amt Reinheim                           |
|                           | Seeheim              |                      |                                                       |                                                 |
|                           |                      | Spachbrücken         |                                                       | 1820 ins Amt Reinheim                           |
|                           | Staderstatt          |                      |                                                       |                                                 |
|                           |                      | Steinau              | Steinau                                               |                                                 |
|                           | Ueberau              | Ueberau              |                                                       | 1820 ins Amt Reinheim                           |
|                           |                      | Webern               | Webern                                                |                                                 |
|                           |                      | Wembach              |                                                       | 1820 ins Amt Reinheim                           |
|                           |                      | Wersau               | Wersau                                                |                                                 |
|                           |                      | Zeilhard             |                                                       | 1820 ins Amt Reinheim                           |

## Funktion
In Mittelalter und Früher Neuzeit waren Ämter eine Ebene zwischen den Gemeinden und der Landesherrschaft. Die Funktionen von Verwaltung und Rechtsprechung waren hier nicht getrennt. Dem Amt stand ein Amtmann vor, der von der Landesherrschaft eingesetzt wurde. 

## Amtssitz

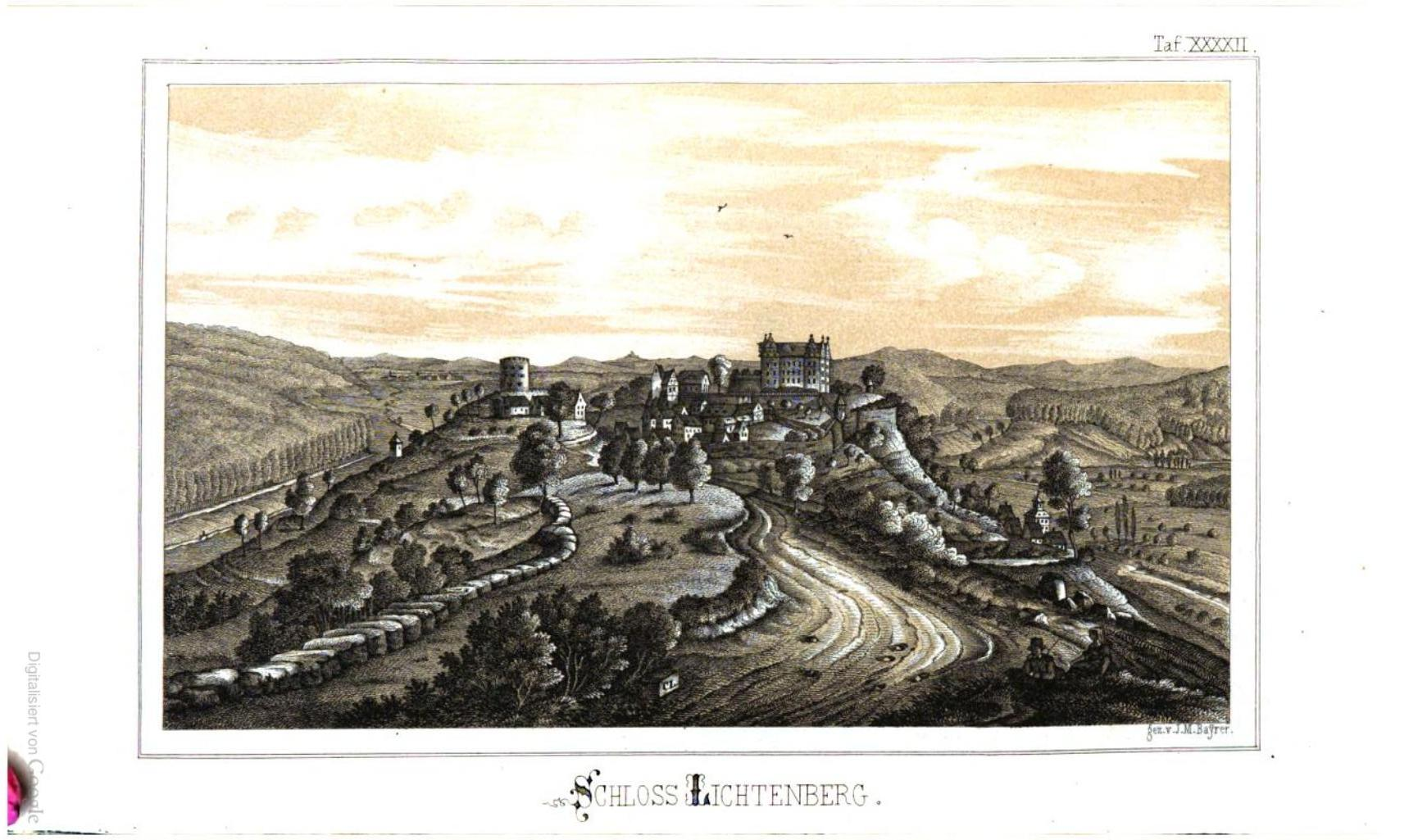
Schloss Lichtenberg Amtssitz der Verwaltung des gleichnamigen historischen Amtes

Sitz des Amtes Lichtenberg war die Burg und das später aus ihr entstandene Schloss Lichtenberg. Die Errichtung der Burg wird den Grafen von Katzenelnbogen in der Zeit um 1200 zugeschrieben. Die Pfalzgrafen besaßen die Obervogteirechte im Klosters Lorsch dessen Besitzungen sich auch über das Gebiet des späteren Amt Lichtenberg erstreckten. Als das Reichskloster Kloster im Jahr 1232 durch Kaiser Friedrich II. dem Erzbistum Mainz unterstellt wurde, entwickelten sich aus dieser Konstellation schwere Konflikte. Diese Streitigkeiten konnten erst Anfang des 14. Jahrhunderts durch einen Vertrag beigelegt werden, in dem die Besitzungen des Klosters zwischen Kurmainz und Kurpfalz aufgeteilt und die Vogteirechte der Pfalzgrafen bestätigt wurden. Die pfälzische Lehensherrschaft endete erst 1803 mit der Auflösung der Kurpfalz durch den Reichsdeputationshauptschluss.
Die Grafschaft Katzenelnbogen aus zwei Hauptgebieten, der Niedergrafschaft um Katzenelnbogen und Burg Rheinfels und der  Obergrafschaft, südlich des Mains um Darmstadt, zu der auch die Burg Lichtenberg gehörte. Zum Bereich der Lichtenberger Burgfreiheit gehörten auch Teile von Hausen (heute Oberhausen). Im 14. Jahrhundert besitzen die Grafen von Sponheim die Burg für mehrere Jahrzehnte als pfälzisches Lehen. Ab 1398 belehnte der Pfalzgraf Ruprecht wieder den Eberhard V. mit Burg und Städtchen Lichtenberg nebst Dörfern Biberaw und Husen… (Bieberau und Hausen)
Zur Zeit der ersten bekannten Erwähnung (1422) des Amts Lichtenberg befand sich die Burg in katzenelnbogischen Besitz. Hier waren sowohl das Amt als auch die Kellerei untergebracht.  Das Schloss blieb auch noch Amtssitz als 1806 die Landgrafschaft Hessen-Darmstadt zum Großherzogtum Hessen wurde. Nach der Verwaltungsreform von 1821 residierte hier das Landgericht Lichtenberg. Erst als das Landgericht 1848 nach Reinheim verlegt wurde, hatte das Schloss als Amtssitz ausgedient.

## Geschichte

### Mittelalter

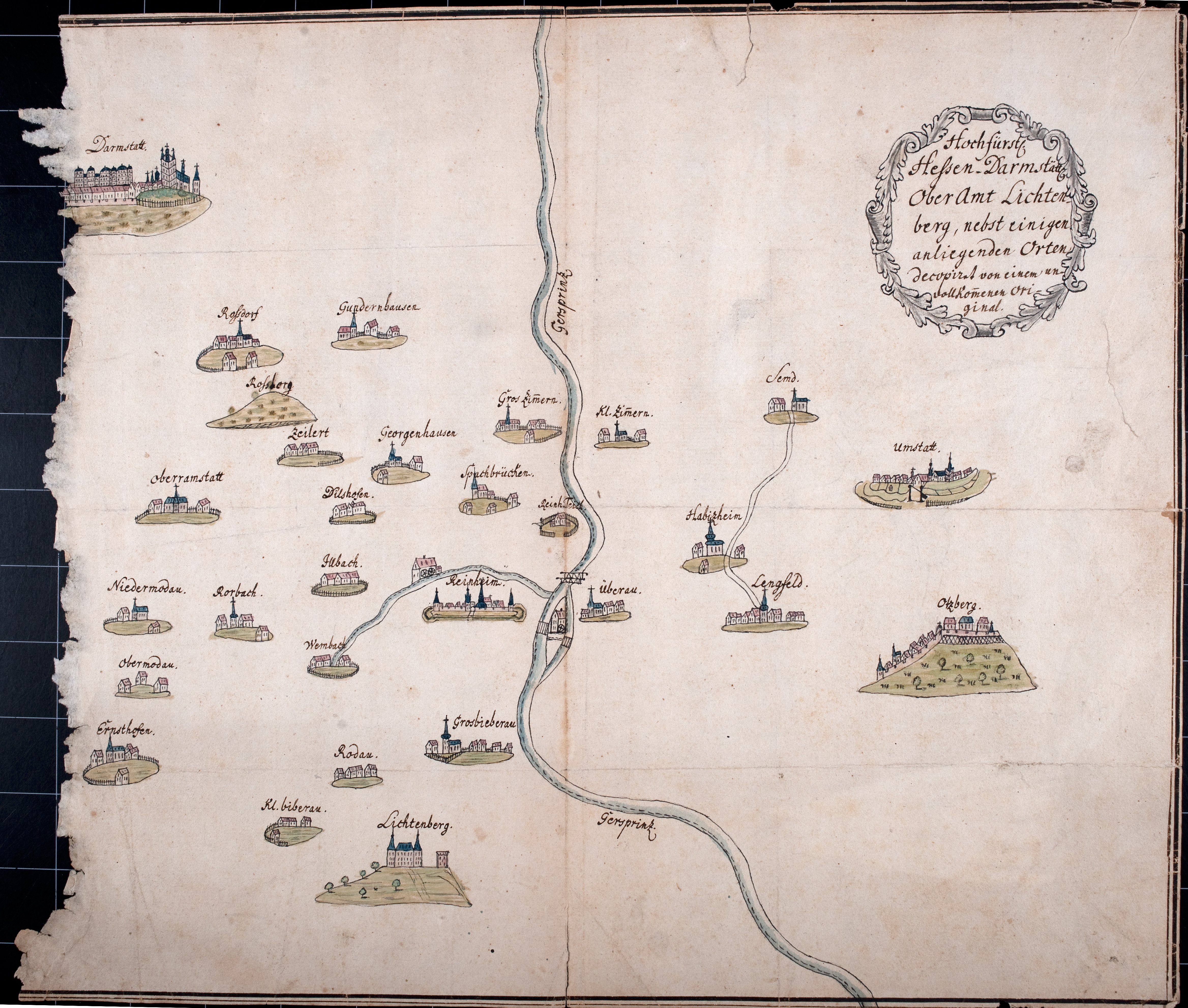
Karte des Oberamts Lichtenberg von 1750

Die älteste erhaltene Erwähnung des Amtes Lichtenberg datiert von 1422. Es entstand als eine regionale Einheit in der Grafschaft Katzenelnbogen und deren Landesteil der Obergrafschaft Katzenelnbogen.
Im Jahr 1457 heiratete Anna von Katzenelnbogen, Erbtochter Philipps des Älteren, den Landgrafen Heinrich III. von Hessen-Marburg. Mit Philipps Tod im Jahr 1479 fiel die Grafschaft Katzenelnbogen daher an die Landgrafen von Hessen.

### Frühe Neuzeit
Bei der Teilung der Landgrafschaft Hessen unter den Erben des Landgrafen Philipp I. 1567 gelangte die gesamte Obergrafschaft Katzenelnbogen an die Landgrafschaft Hessen-Darmstadt.

#### Materielles Recht
Deren erster Regent, Landgraf Georg I., veranlasste, dass die von seinem Kanzler, Johann Kleinschmidt, zusammengestellte Sammlung Landrecht der Obergrafschaft Katzenelnbogen dort rechtsverbindlich wurde. Sie galt auch in allen Gemeinden des Amtes Lichtenberg als Partikularrecht, subsidiär ergänzt durch das Gemeine Recht, bis ans Ende des 19. Jahrhunderts. Erst das Bürgerliche Gesetzbuch, das einheitlich im ganzen Deutschen Reich galt, setzte zum 1. Januar 1900 das alte Partikularrecht außer Kraft.

#### Gerichtsorganisation
Im Bereich des Amtes Lichtenberg gab es am Ende des 18. Jahrhunderts zwei Gerichtsorganisationen mit unterschiedlicher örtlicher Zuständigkeit:

1. Das Gericht Lichtenberg (eigene Gerichtsbarkeit; abgetrennt vom Zentgericht Ober-Ramstadt). Ihm gehören als Justizbeamte ein Amtmann mit Schreiber und als Kameralbeamte ein Rentmeister (Keller), ein Kontrolleur für das Amt Lichtenberg und ein Kontrolleur für die Kellerei Ernsthofen an. Zum Gericht Lichtenberg zählen Burg- und Schloß Lichtenberg, Obernhausen und Kirnbach.

2. Die Zent Oberramstadt, welche die Hohe Gerichtsbarkeit über die übrigen Gebiete des Amtes innehatte. Ihr Bezirk bestand aus: 

2.1 Den französischen Einwohnern in Wembach, Hahn und Rohrbach. 

2.2 Den Orten Brensbach, Großzimmer und Semd, die aber herrschaftlich zum Oberamt Umstadt gehörten. 

2.3 Den „Reiswagen“ Brandau, Großbierau, Oberramstadt, Reinheim und Roßdorf. Jeder dieser „Reiswagen“ (Bezirke) hatte einen Frachtwagen (Reiswagen) einschließlich Zugtieren und Fuhrknechten für Feldzüge bereitzustellen. Jedem Reiswagen stand ein Oberschultheiß vor, der dem Zentgraf unterstand. 

2.3.1 Der Brandauer Reiswagen bestand aus den Orten Brandau, Neunkirchen, Allertshofen, Hoxhohl, Herchenrode, Lützelbach, Ernsthofen, Neutsch, Klein-Bieberau und Webern. 

2.3.2 Der Großbierauer Reiswagen bestand aus den Orten Großbieberau mit Hippelsbach, Rodau, Steinau, Wersau und der Gemeinde Waldhausen (mit den Orten Niedernhausen, Billings, Meßbach und Nonrod). 

2.3.3 Der Oberramstädter Reiswagen bestand aus den Orten Oberramstadt mit den deutschen Einwohnern von Wembach, Hahn und Rohrbach sowie Asbach, Dilshofen, Obermodau, Niedermodau und Frankenhausen 

2.3.4 Der Reinheimer Reiswagen bestand aus der Stadt Reinheim mit ihren Mühlen sowie Überau. Die Stadt hatte ihren eigenen Rentmeister. 

2.3.5 Der Roßdorfer Reiswagen bestand aus den Orten Roßdorf und Gundernhausen.

### Neuzeit und Auflösung
Mit dem Zusammenbruch der alten Ordnung in der Folge der Französischen Revolution musste sich auch die Landgrafschaft Hessen-Darmstadt neu organisieren, vor allem die durch Säkularisation und Mediatisierung hinzugewonnenen Gebiete in den Staat integrieren. Aus der Obergrafschaft Katzenelnbogen und allen Gebieten südlich des Mains, die nun zur Landgrafschaft gehörten, wurde das Fürstentum Starkenburg (später: Provinz Starkenburg) gebildet, in dem auch das Amt Lichtenberg lag.
Mit der Ausführungsverordnung vom 9. Dezember 1803 wurden die Zentgerichte aufgehoben und die Gerichtsbarkeit erster Instanz in Zivilsachen bei den Ämtern konzentriert, so auch im Amt Lichtenberg. Mit der Ausführungsverordnung vom 9. Dezember 1803 wurde weiter das Gerichtswesen der beiden oberen Instanzen neu organisiert. Für das Fürstentum Starkenburg wurde das „Hofgericht Darmstadt“ Gericht der zweiten Instanz für Zivilsachen. Zuständig war es weiter erstinstanzlich für standesherrliche Familiensachen und Strafsachen. Ihm übergeordnet war das Oberappellationsgericht Darmstadt.
1806 wurde die Landgrafschaft Hessen-Darmstadt zum Großherzogtum Hessen. Damals hatte das Amt Lichtenberg 1572 Häuser mit 19.536 Einwohnern. Davon waren 9913 Lutheraner, 584 Reformierte und Waldenser, 96 Katholiken, 26 Mennoniten und 117 Juden.
1820 wurden eine Reihe von Gemeinden aus dem Amt Lichtenberg ausgegliedert und in ein eigenes Amt Reinheim zusammengefasst.
1821 kam es zu einer Justiz- und Verwaltungsreform, mit der auch die Trennung der Rechtsprechung von der Verwaltung auf unterer Ebene umgesetzt wurde. Die Ämter wurden aufgelöst, ihre Aufgaben hinsichtlich der Verwaltung neu gebildeten Landratsbezirken, die erstinstanzliche Rechtsprechung Landgerichten übertragen. Die Aufgaben des aufgelösten Amtes Lichtenberg übernahmen der Landratsbezirk Reinheim und das Landgericht Lichtenberg. Letzteres wurde 1848 ebenfalls nach Reinheim verlegt.

## Amtmänner
Das Hessisches Ortsnamensbuch Starkenburg nennt folgende Amtmänner, deren Salär bei 70 fl. lag.
- 1479 und 1494: Gernand von Schmalbach
- 1500 und 1502: Reinhard von Boineburg zu Fürsteneck
- 1504: Hans von Boineburg
- 1506 und 1512: Johann Itel von Lewenstein
- 1513: Johann Schwertzel von Willingshausen
- 1514 und 1518: Johann Waise von Fauerbach
- 1519 und 1531: Wolf von Herbestat
- 1522–1570: Burghard von Hertingshausen
- 1579 und 1584: Gilbrecht von Karben
- 1586 und 1593: Otto von Tettenborn
- 1599 und 1612: Johann Balthasar von Schrautenbach
- 1638 und 1641: Heinrich Dietrich von Grünrodt
- 1642: Johann Jakob Straiff von Löwenstein
- 1646: Augustin von Bylau
- 1653: Johann Gottfried von Linsing
- 1666: Johann von Arenth
- 1671 und 1673: Wilhelm Gremp von Freudenstein
- 1701: Ferdinand Burkhard von Hartenfels
- 1731: Philipp Friedrich Gremp von Freudenstein
- 1732: Heinrich Wilhelm Langsdorf
- 1741: Wilhelm Adolf Miltenberger[10]
- vor 1766 Oberamtmann von Barckhausen

## Amtskeller
Auflistung der Keller des Amtes Lichtenberg von 1483 bis 1731. Die Amtskeller wurden mit 24 fl. und 5 Albus besoldet.
- 1483: Matthes von Riße
- 1507: Conrad Weng
- 1513: Martin Biebesheimer
- ????: Caspar Baumann
- 1522: Dietrich Weitling
- 1533: Heinrich Büdner
- 1540: Hans Schallhart
- 1544: Johann Sensenschmidt
- 1555: Wolf Pfeilstüder
- 1571: Friedrich Friedrich
- 1575: Philipp Balleßen
- 1577: Hans von Detmold
- 1579: Georg Schmidt
- 1589: Martin Uloth
- 1656: Georg Uloth
- 1658: Johann Wilhelm Zühl
- 1658: Wilhelm Balthasar Sulzer als Amtsverweser
- 1660: Johann Georg Vigelius[12] zugleich bis 1676 Richter im Gericht Boyneburg[13]
- 1671: Johann Görg Jundheim und Heinrich Michelbacher als Rentverwalter
- ????: Johann Leonhard Wagner
- 1731: Johann Jacob Lanthard

## Burggrafen
Als Vorsteher des Burgfriedensbezirks zu Lichtenberg amtierten von 1315 bis 1749 folgende Burggrafen. Sie waren fürstliche Hofbeamte und erhielten 30 fl. Salär.
- 1315: Gerlach Granß von Heppenheft
- 1576: Hans Heß
- 1583: Hans Müller
- 1601: Hans Lew alias Cautz
- 1622: Johann Junker von Löwenstein zu Storndorf
- 1634: Adolf Hermann Kramer
- 1638: Hermann Freudenberger[15]
- 1640: Hans Röder
- 1646: Johann Jacob Buxbaum
- 1660: Johann Hermann Wagner
- 1677: Christmann Boßler
- 1689: Hans Müller
- 1690: Johann Georg Wagner
- 1692: Eberhard Wolff zugleich Constabel
- 1693: Caspar Wolff
- 1734: Johann Leonhard Boßler
- 1742: Johann Wendel Boßler
- 1749: Johann Peter Boßler